# Code 8
Code 8 is een Canadese sciencefictionfilm uit 2019 onder regie van Jeff Chan. Hij schreef ook zelf het scenario, samen met Chris Pare. Code 8 is een uitgebreide bewerking van Chans eigen gelijknamige korte film uit 2016. Robbie en Stephen Amell vergaarden budget voor de uitgebreide film door middel van crowdfunding op Indiegogo. Er verscheen in 2024 een vervolg met de titel Code 8: Part II.

## Verhaal
Aan het begin van de 21e eeuw wordt een klein percentage van de mensheid geboren met superkrachten. Sommigen zijn bovenmenselijk sterk, gedachtelezers of cryokinetisch, anderen elektrokinetisch of pyrokinetisch. Hun talenten worden in eerste instantie gezien als waardevol, met name voor bouwwerkzaamheden. Bij het aanbreken van het informatietijdperk neemt de vraag naar begiftigden af. Ze worden vanaf dat moment gemeden, ten gunste van gewone mensen. Om toch aan een inkomen te komen, gaan verschillende van hen hersenvocht verkopen aan misdadigers die daar een drug genaamd Psyke van maken. De overheid reageert daarop door jacht te maken op ongeregistreerde begiftigden, onder meer met software met gezichtsherkenning en zwaarbewapende robots.
Connor Reed is elektrokinetisch en wil zijn moeder Mary helpen, een cryokineet. Zij is ernstig ziek en een behandeling kost meer geld dan ze hebben. Daarom laat Connor zich illegaal inhuren voor verschillende werkzaamheden. Op een dag wordt hij benaderd door Garrett. Hij is een telepaat en behoort tot een groepje criminelen met verschillende superkrachten. Ze rekruteren Connor voor het uitvoeren van verschillende misdaden. Hij gaat hierin mee om zo toch genoeg geld te verdienen om zijn moeder te kunnen helpen.

## Rolverdeling
| Acteur             | Personage        |
| ------------------ | ---------------- |
| Robbie Amell       | Connor Reed      |
| Stephen Amell      | Garrett          |
| Kari Matchett      | Mary Reed        |
| Greg Bryk          | Marcus Sutcliffe |
| Jai Jai Jones      | Travis           |
| Laysla De Oliveira | Maddy            |
| Vlad Alexis        | Freddie          |
| Simon Northwood    | Rhino            |
| Alex Mallari Jr.   | Kingston         |
| Shaun Benson       | Dixon            |
| Sung Kang          | Park             |
| Aaron Abrams       | Davis            |
| Martin Roach       | Captain Milltown |

## Release en ontvangst
Code 8 ging op 3 oktober 2019 in première op het Filmfestival van Sitges. De film kreeg overwegend positieve kritieken van de filmcritici, met een score van 81% op Rotten Tomatoes, gebaseerd op 21 beoordelingen.